# Granitul București
Granitul București este o echipă de baschet înființată în 2001 de către Tiberiu Mihăilescu și Gică Socoliuc, ce evoluează în Divizia B a Campionatului Național de Baschet.
Echipa își trage numele de la firma furnizoare de materiale de construcții Granitul S.A.
Antrenorul din ultimii ani este fostul mare baschetbalist Horațiu Giurgiu. Printre cei mai importanți jucători ce s-au perindat la echipă se află Hristu Șapera, Traian Predună, Mihai Paul, Andrei Talabă.

## Listă completă a jucătorilor foști și actuali
- Răzvan Mihăilescu
- Vlad Mihăilescu
- Vlad Dumitrescu
- Vlad "Doc" Munteanu
- Vlad Ghizdăreanu
- Mihai Gherman
- Cristi Matei
- Daniel Voicu
- Hristu Șapera
- Daniel Ilie
- Dragoș Ilie
- Iliuță Surdu
- Traian Predună
- Sorin Bărbuică
- Marius Alexandru Stoican
- Mihai Paul
- Andrei Talabă
- Serghei Frazeniuc
- Dennis Baranovschi
- Egor Baranovschi
- Paul Cristian Constantinescu
- Paul Anghel
- Eugen Constantinescu
- Sorin Băzănac
- Dragoș Pârvan
- Andrei Stan
- Dragoș Brânză
- Mihai Statie
- Mircea Izvoreanu
- Alexandru Dănilă
- Alin Șipoș
- Bogdan Amăriucăi
- Adrian Popa
- Horia Radu
- Andrei Bădilă
- Marius Negulici
- Radu Costea
- Ciprian Toader